# Arawaktalen

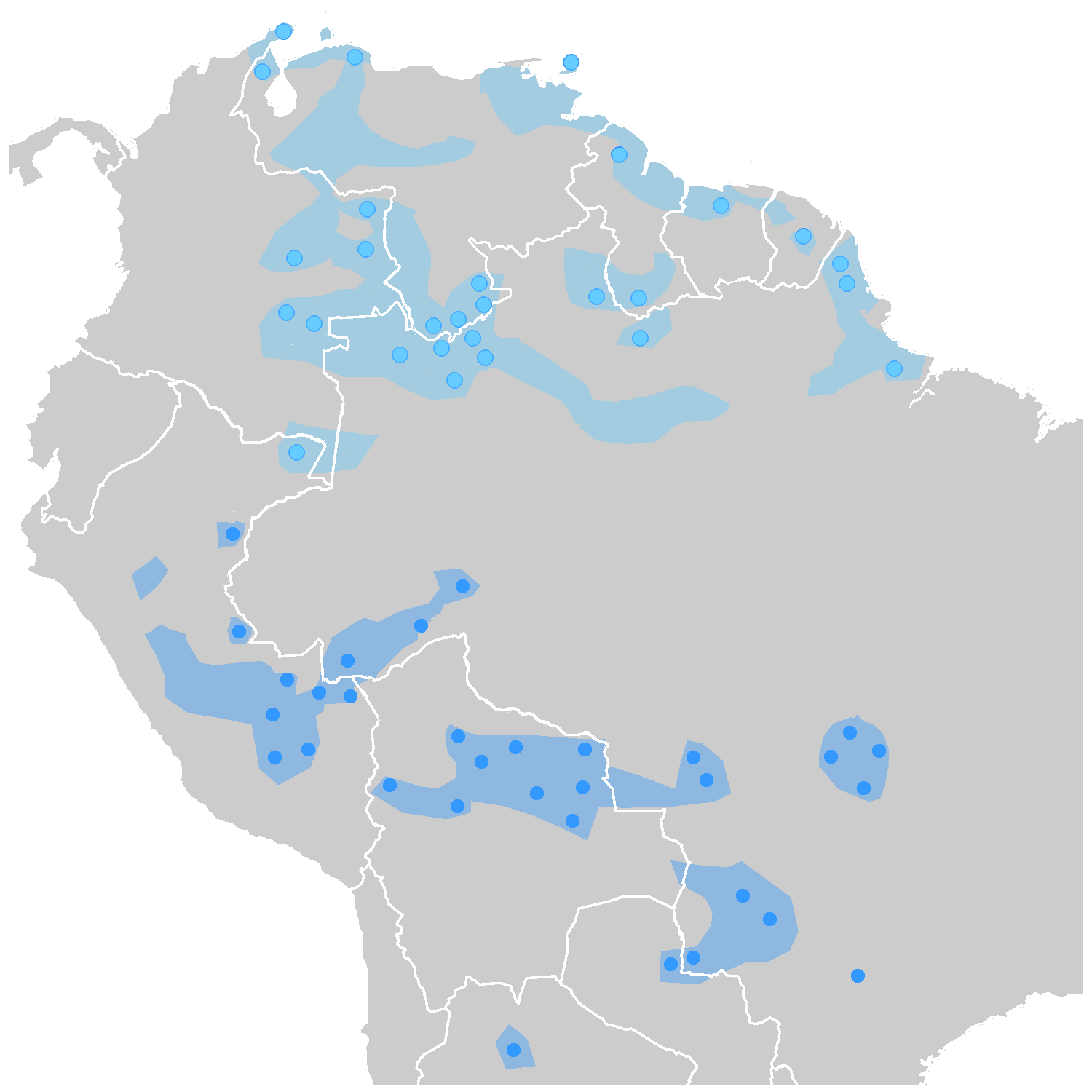
Noord-Arawak (lichtblauw) en Zuidwest-Arawak (donkerblauw) in Zuid-Amerika (vlakken geven de waarschijnlijk vroegere verspreiding weer).

De Arawaktalen zijn een inheemse taalfamilie van Zuid-Amerika en de Caraïben.
De talen die als 'arawakisch' bekendstaan werden eind 19e eeuw als een taalfamilie erkend. Bijna alle talen die nu Arawak worden genoemd delen een eerste persoon prefix nu-, maar Arawak zelf gebruikt ta-. Andere overeenkomsten zijn een tweede persoon enkelvoud pi-, relatief prefix ka-, en ontkennend prefix ma-.
Oorspronkelijk werd de naam Arawak gebruikt voor een machtige stam in Guyana en Suriname. De stam werd een bondgenoot van de Spanjaarden omdat zij traditioneel vijanden waren van de Cariben met wie de Spanjaarden in oorlog waren. Vormen van Arawak zoals het Lokono worden nog steeds in Suriname gesproken.